# Taylor (Alabama)
Taylor é uma cidade  localizada no estado americano de Alabama, no Condado de Geneva e Condado de Houston.

## Demografia
Segundo o censo americano de 2000, a sua população era de 1898 habitantes.
Em 2006, foi estimada uma população de 1957, um aumento de 59 (3.1%).

## Geografia
De acordo com o United States Census Bureau, a localidade tem uma área de 18,6 km², dos quais 18,4 km² cobertos por terra e 0,2 km² cobertos por água.

## Localidades na vizinhança
O diagrama seguinte representa as localidades num raio de 16 km ao redor de Taylor.